# Suport aeri proper

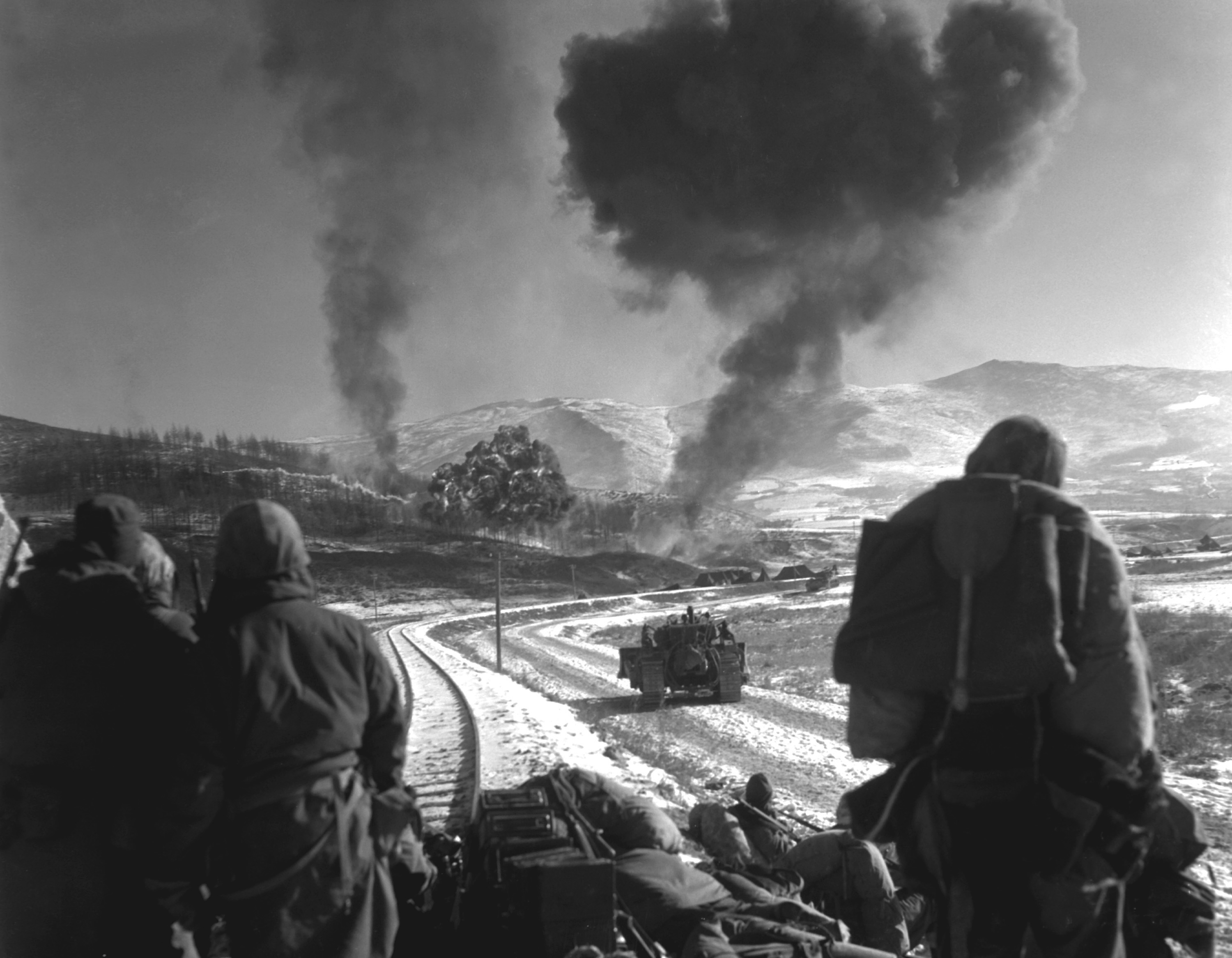
Avions F4U-5 Corsairs proporcionen suport aeri proper als Marines lluitant contra tropes de l'Exèrcit Popular d'Alliberament durant la Guerra de Corea, el desembre de 1950.

El suport aeri proper o CAS, sigles de l'anglès Close Air Support, consisteix a dur a terme atacs amb una aeronau contra elements hostils propers a tropes aliades.
La proximitat depèn de la situació, així no hi ha cap distància específica d'ús, però és un procés molt complex que requereix un alt grau de preparació, tant per part dels pilots com de la infanteria. Es pot emprar defensivament o ofensiva i, tot i ser un element tàctic, s'ha de preparar a escala operacional.
Usat adequadament, amb una bona preparació, equipament i telecomunicacions, el suport aeri pot esdevenir un dels principals recursos de la infanteria al camp de batalla que pot amenaçar l'artilleria o els tancs enemics. Per aquest motiu s'han dissenyat diferents bombarders, avions d'atac a terra i helicòpters d'atac específicament per donar suport aeri proper com l'AC-130, el Sukhoi Su-25 o l'Eurocopter Tiger.

## Classificació

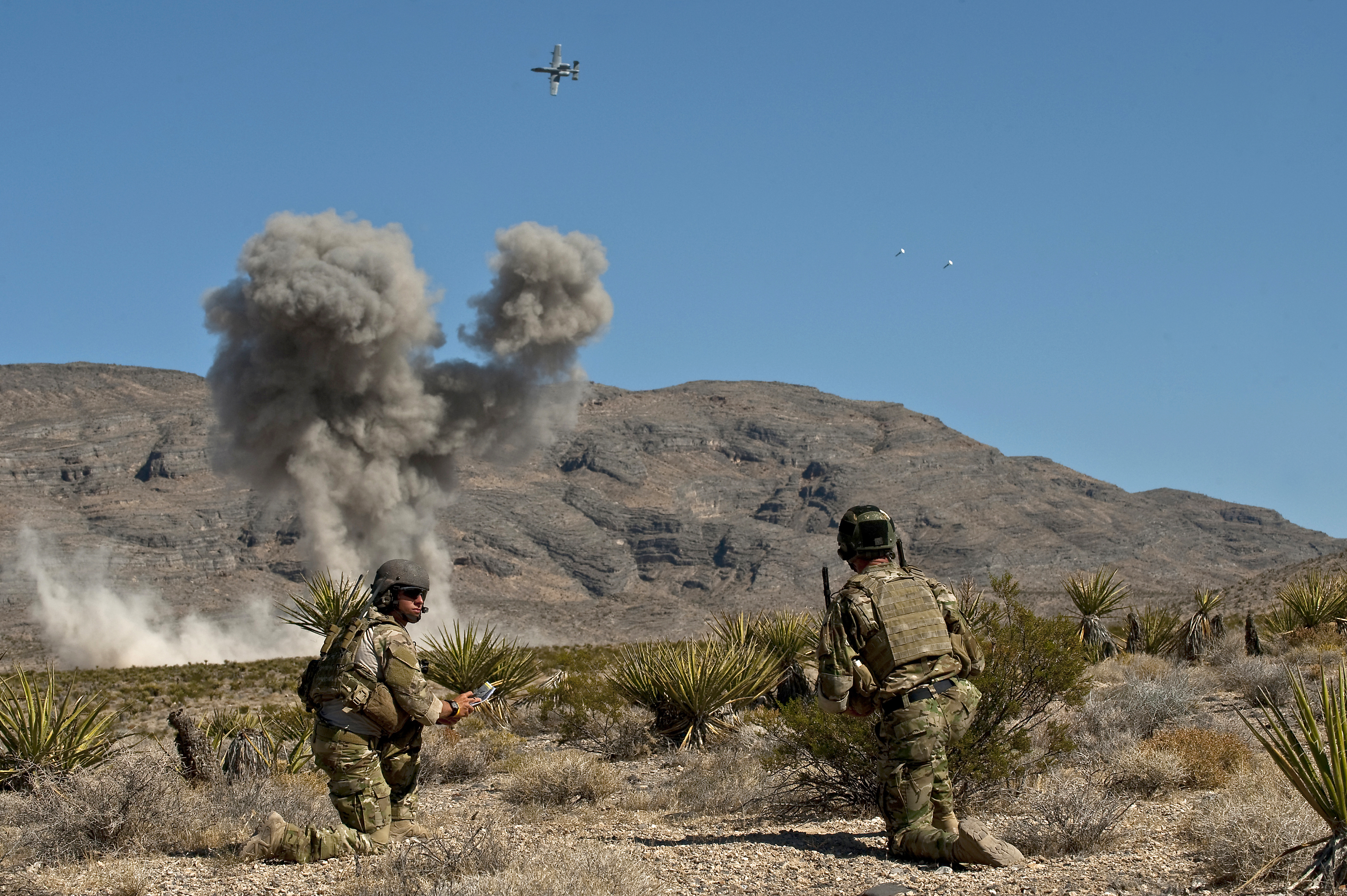
Un A-10 Thunderbolt II bombardeja una posició durant una missió d'entrenament amb l'ajuda dels controladors terrestres, que li subministren informació.

Bàsicament hi ha dos tipus de suport aeri proper:
- Planejat. El suport aeri proper planejat és una operació de suport aeri predissenyada, sovint preparada dies abans de dur-la a terme.
- Immediat. El suport aeri proper immediat es reclama quan la infanteria demana suport aeri basant-se en esdeveniments imprevistos al camp de batalla.

En ambdós casos hi ha d'haver un control de distàncies molt acurat entre les tropes aliades i els objectius. Això es pot aconseguir mitjançant un controlador terrestre, que s'encarrega d'anar transmetent informació sobre l'enemic, o mitjançant l'establiment d'una Kill Box, caixa de mort en anglès, un espai tridimensional on l'aviació és lliure d'atacar qualsevol objectiu que localitzi.